# Елка (Марий Эл)
 Елка  — деревня в Мари-Турекском районе Республики Марий Эл. Входит в состав городского поселения Мари-Турек.

## География
Находится в восточной части республики Марий Эл на расстоянии приблизительно 12 км по прямой на северо-восток от районного центра посёлка Мари-Турек.

## История
Основана в 1809 году предположительно переселенцами из деревни Сабанур (ныне Параньгинского района). В 1811 году в деревне было 5 дворов, в 1834 году — 9 дворов, 87 жителей, в 1905 году — 49 дворов, 309 человек. В 1923 году деревня имела 77 дворов, в ней проживало 412 человек, в 1944 году 41 двор и 145 жителей. В 1959 году в деревне было 196 жителей, в 1979 году — 112, в 1989 году — 49. В 2000 году в Елке осталось 12 домов. В советское время работали колхозы имени Сталина, имени Ворошилов, «За коммунизм» и совхоз «Красная Звезда».

## Население
Население составляло 20 человек (русские 85 %) в 2002 году, 9 в 2010.